# Saprinus pseudocyaneus
Saprinus pseudocyaneus är en skalbaggsart som beskrevs av White 1846. Saprinus pseudocyaneus ingår i släktet Saprinus och familjen stumpbaggar. Inga underarter finns listade i Catalogue of Life.